# Valley Ranch (Kalifornija)
Valley Ranch je naseljeno područje za statističke svrhe u američkoj saveznoj državi Kalifornija. Prema popisu stanovništva iz 2010. u njemu je živjelo 109 stanovnika.